# 塞迈斯 (曼恩-卢瓦尔省)
塞迈斯（法語：Sermaise，法語發音：[sɛʁmɛz] ⓘ）是法国曼恩-卢瓦尔省的一个市镇，属于昂热区。

## 地理
塞迈斯（47°31'28"N, 0°12'47"W）面积7.19 平方千米，位于法国卢瓦尔河地区大区曼恩-卢瓦尔省，该省份为法国西部内陆省份，大致对应安茹地区，北起顺时针与马耶讷省、萨尔特省、安德尔-卢瓦尔省、维埃纳省、德塞夫勒省、旺代省、大西洋卢瓦尔省和伊勒-维莱讷省接壤。
与塞迈斯接壤的市镇（或旧市镇、城区）包括：安茹地区博热、马泽-米隆、雅尔泽维拉日、莱布瓦当茹。

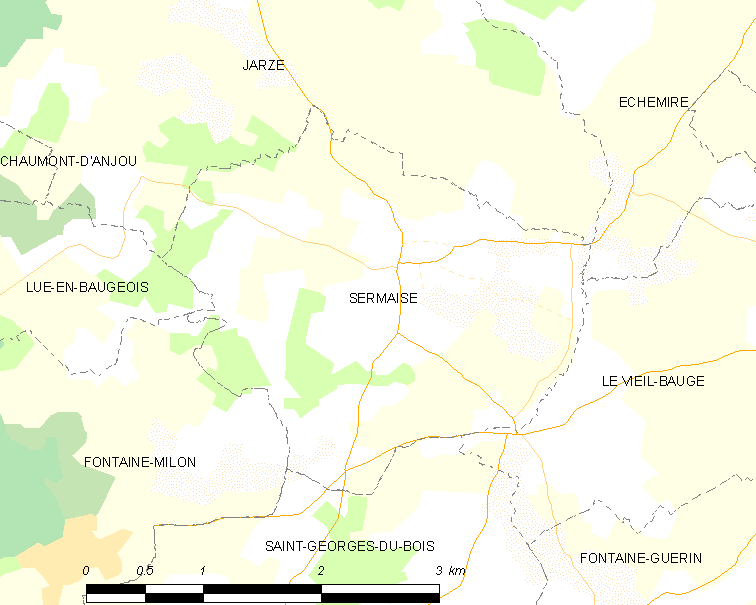
的OSM定位图

塞迈斯的时区为UTC+01:00、UTC+02:00（夏令时）。

## 行政
塞迈斯的邮政编码为49140，INSEE市镇编码为49334。

## 政治
塞迈斯所属的省级选区为昂热第六县。

## 人口

1962-2008年间人口变化图示

塞迈斯于2022年1月1日时的人口数量为341人。